# Cottinella boulengeri
Cottinella boulengeri – endemiczny gatunek słodkowodnej ryby z rodziny Abyssocottidae. Jedyny przedstawiciel rodzaju Cottinella.

## Występowanie
Ryba ta zamieszkuje Jezioro Bajkał w Rosji, występując na głębokościach sięgających do 1600 metrów. Osiąga długość od 12 do 12,5 centymetra.